# Implementatie
Implementatie (van het Latijnse werkwoord implére, 'invullen' of 'vervullen') is de invoering van een nieuw systeem, plan, idee, model, ontwerp, standaard of beleid in een organisatie. De term wordt onder andere gebruikt in de IT-wereld, in de bestuurskunde (implementatie van beleid) en in juridische context (implementatie van wetgeving). 
De term hoeft niet noodzakelijkerwijs te slaan op het totale systeem, maar er kan ook een deelsysteem worden geïmplementeerd. 

## Implementatie van software
Afhankelijk van het referentiekader waarbinnen implementatie wordt bekeken, kan een verschillende betekenis worden toegekend aan het begrip implementatie binnen de ICT: 
- In een software-ontwikkeltraject bevindt de implementatiefase zich na de ontwerpfase van de software maar voor de evaluatiefase. De implementatiefase bestaat dan uit het schrijven van de code (programmeren) aan de hand van de schema's die ontwikkeld zijn in de ontwerpfase. In de evaluatiefase wordt de code dan getest op fouten en aangepast waar nodig (dit wordt debuggen genoemd, zie ook bug).
- Ook is het mogelijk om een software-ontwikkeltraject binnen een breder kader te bekijken. Het invoeren in een organisatie wordt nu betrokken in het traject. In de ontwikkelfase wordt de software ontworpen, geschreven en zo veel mogelijk getest. De implementatiefase betreft nu de invoering van de software binnen een organisatie. De evaluatiefase omvat nu de bepaling van het succes van de invoering van de software binnen de organisatie.
- Binnen Infrastructure Management betreft implementatie het proces van het voorbereiden tot en met het uitvoeren van de implementatie.

## Implementatie van beleid
De Amerikaanse hoogleraar politieke wetenschappen Paul Sabatier heeft op basis van uitgebreid onderzoek aan het eind van de jaren 1970 zes condities geformuleerd voor het effectief implementeren van beleid:   
- Het beleid moet heldere en consistente doelen stellen.
- Het beleid is gebaseerd op een solide theorie waarin de belangrijkste beïnvloedende factoren en causale relaties worden geïdentificeerd. Daarnaast geeft het beleid de uitvoerders voldoende invloed over de doelgroepen van het beleid.
- Het beleid structureert het implementatieproces op een zodanige wijze dat de kans dat uitvoerders en doelgroepen op de gewenste wijze zullen handelen, wordt gemaximaliseerd. Dit houdt onder meer in dat de uitvoerende diensten moeten worden ondersteund met voldoende verantwoordelijkheden en financiële hulpbronnen.
- De leiders van de uitvoerende diensten beschikken over voldoende politieke en managementkwaliteiten en ondersteunen de doelstellingen van het beleid.
- Het beleid wordt tijdens de uitvoering actief ondersteund door de ontwerpers ervan.
- Het beleid wordt in de loop van de tijd niet achterhaald door nieuw, conflicterend beleid of door veranderingen in sociaal-economische of politieke omstandigheden.

Een belangrijk punt van kritiek op het vroege werk van Sabatier en Mazmanian op het gebied van implementatie is dat het een top-down rationele benadering betreft, die voorbijgaat aan de processen die zich daadwerkelijk op het uitvoerende niveau, bijvoorbeeld achter de loketten van de sociale dienst, afspelen.
De Amerikaanse hoogleraar politicologie Aaron Wildavsky verzet zich tegen de rationele benadering. Samen met Jeffrey Pressman schreef hij in 1973 de klassieker Implementation met de veelzeggende ondertitel 'How great expectations in Washington are dashed in Oakland; or, Why it's amazing that Federal programs work at all, this being a saga of the Economic Development Administration as told by two sympathetic observers who seek to build morals on a foundation of ruined hopes'. Aanleiding voor deze studie was een project van de federale overheid waarin werd getracht om door middel van overheidsinvesteringen en loonsubsidies sociale achterstanden in Oakland weg te werken. Twintig miljoen dollar en een grote inspanning van de betrokkenen bleken evenwel niet tot de gewenste resultaten te leiden. Wildavsky en Pressman verwonderden zich over dit falen gezien de gunstige uitgangssituatie, maar vonden uiteindelijk een verklaring in de zogeheten 'complexity of joint action'. Daarmee doelen zij op het feit dat er per afzonderlijk werkgelegenheidsproject tientallen beslissingsmomenten kunnen worden onderscheiden die niet alleen de voortgang van het project ernstig belemmerden, maar ook in veel gevallen tot beslissingen hebben geleid, die niet met elkaar strookten als gevolg van de diversiteit van de betrokkenen en hun belangen. Deze veronachtzaming van de complexe werkelijkheid door rationele beleidsvoeringsmethoden maakt volgens Pressman en Wildavsky duidelijk dat er weinig heil valt te verwachten van synoptisch-rationeel getinte overheidsinterventies. 'Uitvoering van beleid is een aangelegenheid die zich in de loop van de tijd ontwikkelt, wijzigt en aanpast aan de omstandigheden. Daarin lijken deze processen in veel opzichten op de moeizame processen van beleidsvorming' (Ringeling, 1989: 367). 

## Implementatie van wetgeving
De term wordt ook gebruikt bij de omzetting van richtlijnen van de Europese Gemeenschap in nationale wetgeving. 